# Craspidaster
Craspidaster is een geslacht van kamsterren uit de familie Astropectinidae.

## Soort
- Craspidaster hesperus (Muller & Troschel, 1840)